# 北川貴英
北川 貴英 （きたがわ たかひで、1975年 -　）は、日本の武術家。システマ東京代表。モスクワ・ トロント両本部公認システマインストラクター。
学生時代より空手を始め、後に武術家・甲野善紀の稽古会に参加。並行して各種武道や身体論を学ぶ中でシステマに出会い、傾倒する。
現在はカルチャーセンターなど年間400コマを越すシステマクラスを担当するほか、親子向け、ビジネスパーソン向けなどのクラスも行う。2022年より、オンラインサロン「システマ東京オンライン」を主宰。

## 経歴
出典
- 2005年　システマジャパンにてシステマのトレーニングを開始。
- 2006年　創始者ミカエル・リャブコに会うべくシステマトロント本部主催「サミット・オブ・マスターズ」に参加。
- 2008年にモスクワにてシステマ創始者ミカエル・リャブコより日本人では2人目となる公認インストラクターに認定される。
- 2009年　自身のシステマグループ「システマ東京」の活動を開始。システマジャパンの生徒を奪わないよう、最低限の規模でクラスをスタート。
- 2011年6月　著書『システマ入門』発刊。

## 著書

### 単著
- 『４つの原則が生む無限の動きと身体　ロシアンマーシャルアーツ　システマ入門』（BABジャパン、2011年）
- 『ストレス、パニックを消す！　最強の呼吸法　システマ・ブリージング 』（マガジンハウス、2011年）
- 『やわらかな頭、もっと動ける身体のための！　最強のリラックス システマ・リラクゼーション』『マガジンハウス、2013年』
- 『逆境に強い心のつくり方』（PHP研究所、2013年）
- 『人はなぜ突然怒りだすのか？』（イースト・プレス、2013年）
- 『ロシアン武術が教える、非破壊の打撃術 システマ・ストライク』（日貿出版社、2014年）
- 『システマ・ボディワーク 自然で快適に動き、【本来の力】を最大に発揮する！』（BABジャパン、2015年）
- 『ストレスに負けない最高の呼吸術：システマ式シンプルブリージングワーク100』（エムオン・エンタテインメント、2015年）
- 『サバイブのための歩法 システマ・フットワーク』（日貿出版社、2015年）
- 『日めくり まいにち、システマ！ ストレスをふっとばす最強の習慣』（日貿出版社、2023年）
- 『達人の条件：16か条に学ぶ「達し続ける」知恵』（BABジャパン、2024年）

### 監修
- 『Dr.クロワッサン 呼吸を変えるとカラダの不調が治る』（マガジンハウス、2015年）
- 『人生は楽しいかい？』（夜間飛行、2016年）

## 映像
- 『最強の呼吸法システマブリージング超入門』（BABジャパン、2013年）
- 『システマ式超回復メソッド 最強の整体』（BABジャパン、2021年）
- 『浸透する力 今より強くなるリラックスの技術』（BABジャパン、2023年）

### 監修
- 『ダニール・リャブコ進化するシステマ』（BABジャパン、2014年）
- 『ミカエル・リャブコ：システマ剣術』（BABジャパン、2015年）
- 『システマ槍術動きの次元を上げる武器術』（BABジャパン、2016年）
- 『最強のポジショニング』（BABジャパン、2018年）

## 演技指導
- 漫画『アンダーニンジャ』
- ドラマ『ディア・ペイシェント』

## 出演

### 映画
- 英雄傳（2025年5月23日公開予定） - 貴大 役[5]
- 田村悠人 ISOLATED（2025年6月6日公開）